# Lucien Hautvast
Lucien Hautvast, né le 8 décembre 1865 à Merkelbeek dans la province de Limbourg (Pays-Bas) et mort le 26 décembre 1923, est un ancien cycliste et pilote automobile belge de voitures de course, devenu également homme d'affaires bruxellois.

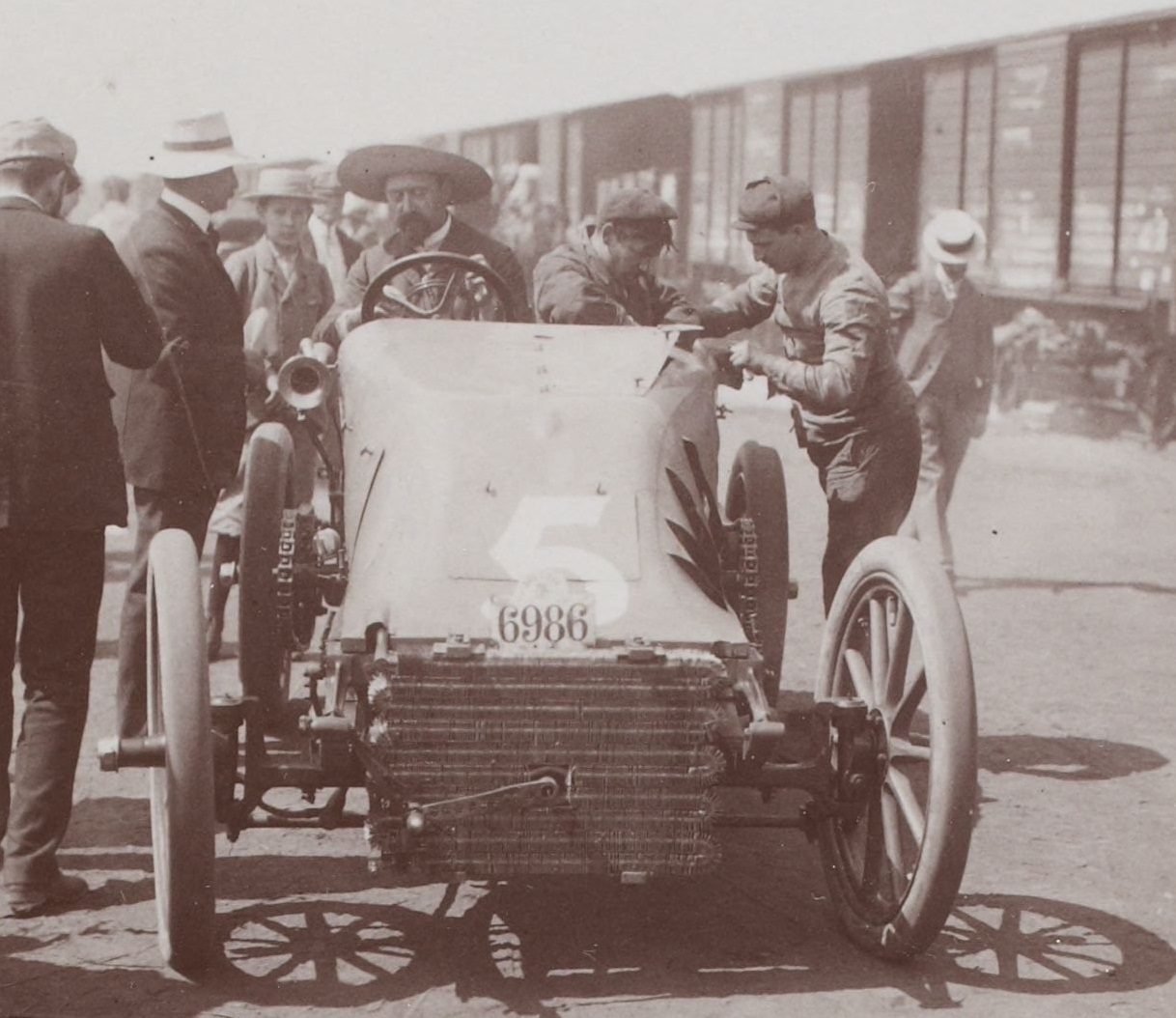
Lucien Hautvast au départ du Circuit des Ardennes, sur Pipe I (23 juillet 1904).

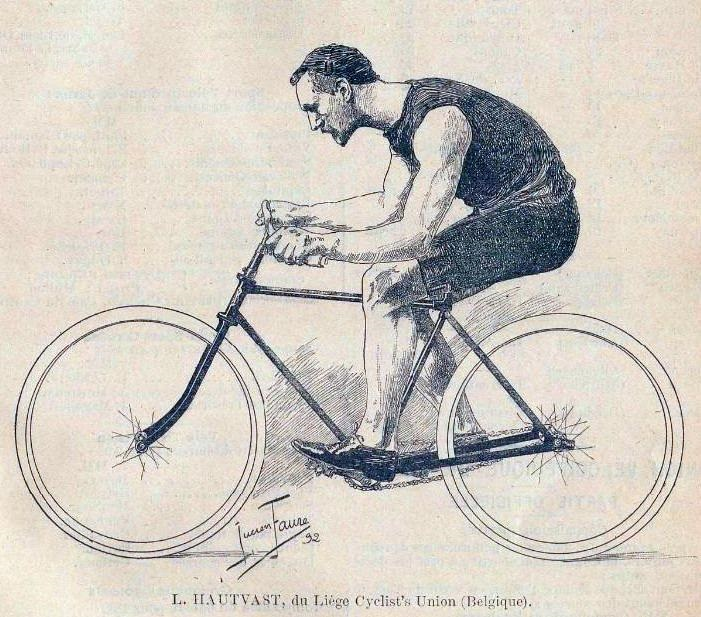
Lucien Hautvast, en février 1892.

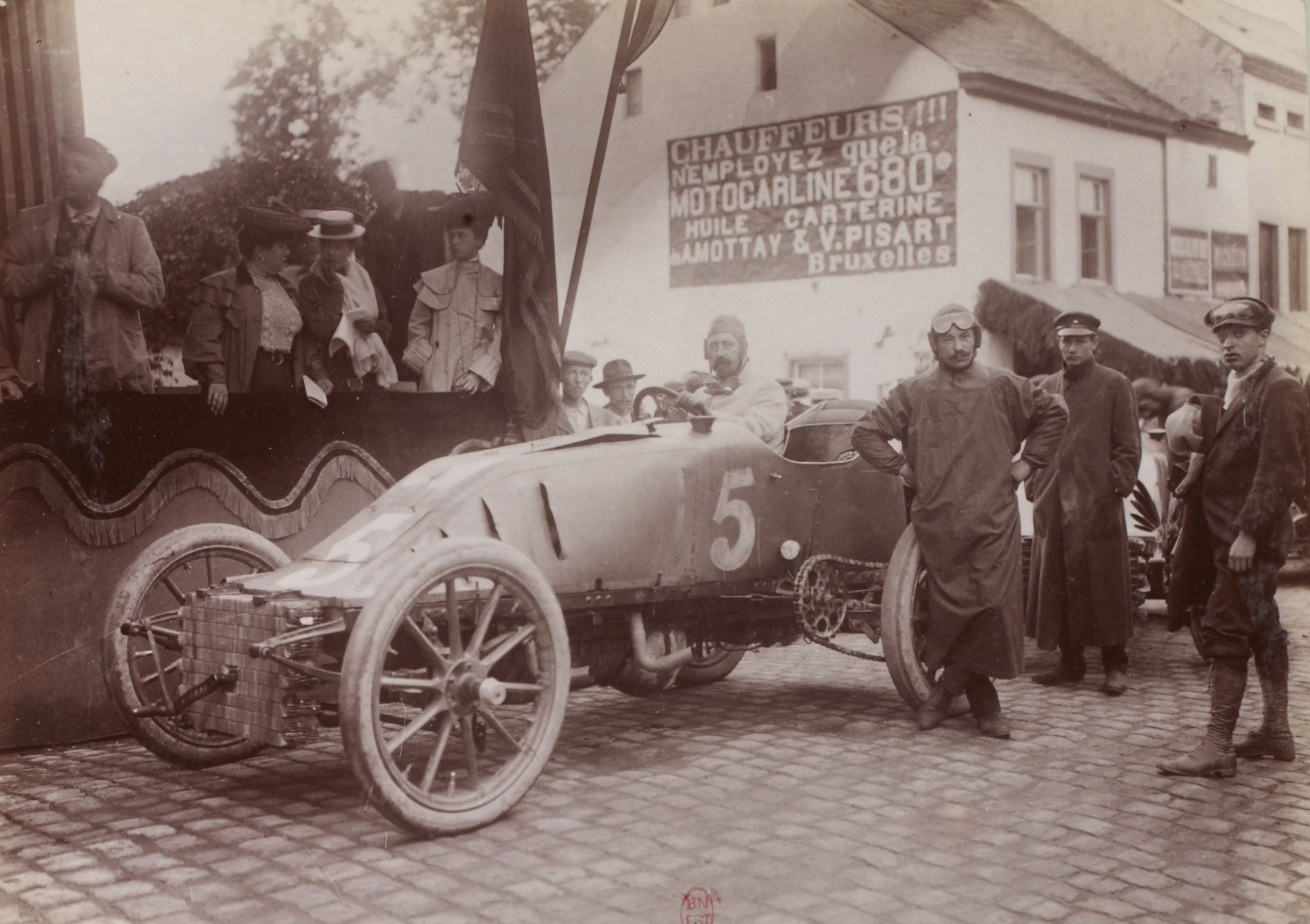
Hautvast le deuxième jour de course du Circuit des Ardennes (25 juillet 1904).

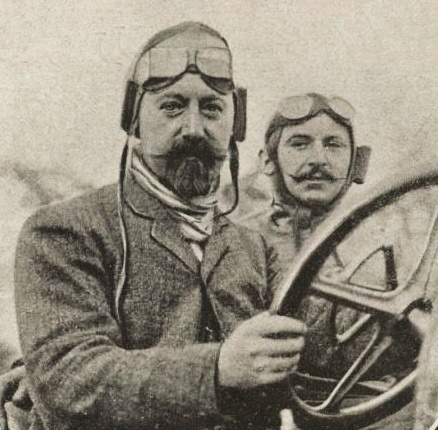
Lucien Hautvast, deuxième du Kaiserpreis 1907.

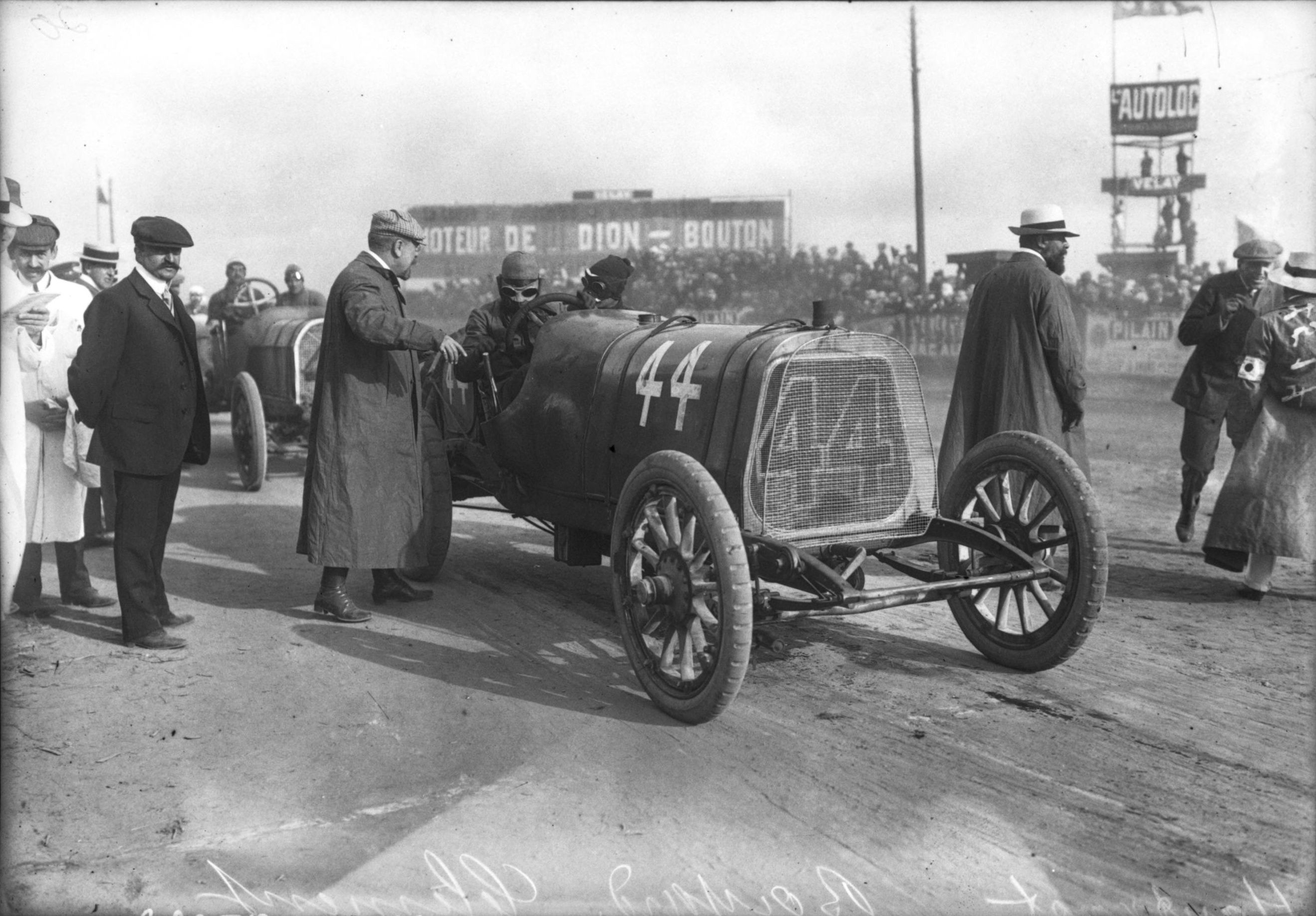
Hautvast au GP de France 1908, disputé à Dieppe.

## Biographie
Jusqu'en 1889, il exerce le métier de photographe, en étant installé à Liège.
Il devient alors cycliste professionnel sur piste, mais il doit s'arrêter durant deux années de 1890 à 1892, pour cause d'empoisonnement alimentaire lors d'un réunion internationale à Cologne. Cette activité lui vaut d'ailleurs d'obtenir un record du monde dans la discipline. En 1896, il ouvre un commerce de cycles, qui lui permet de fournir rapidement l'armée belge. Il devient alors membre du Royal Automobile Club de Belgique en 1899 (avec un siège au conseil d'administration dès 1900, puis un poste de Secrétaire), et il débute dans le sport automobile, déjà sur Clément-Bayard, mais aussi sur De Dion-Bouton (au Spa-Bastogne-Spa 1899).
En 1900, il commence à courir sur des voiturettes de Vivinus. Ami du Baron Pierre de Crawhez, il fait ainsi la connaissance du Comte Jules-Albert de Dion, avec lequel il se lie d'amitié, ce qui lui vaut d'être invité lors de nombreuses courses d'importance. Il devient pilote officiel du constructeur automobile belge Pipe (de la Compagnie Belge de Construction Automobile, ou RVCCB, appartenant aux frères Alfred et Victor Goldschmidt) de 1902 à 1907: sa deuxième place lors du Prix de l'empereur Guillaume II lui vaut d'être engagé officiellement désormais par Adolphe Clément-Bayard la saison suivante, bien qu'il ait été victime d'un grave accident lors du Circuit des Ardennes (sa voiture plonge dans un ravin, et deux spectateurs sont tués sur le coup).
Il s'arrête de courir durant près de trois ans après le GP des USA 1908, disant encore se ressentir des blessures de 1907, mais il reprend du service en 1911, et il termine sa carrière au volant sur Springuel en 1912 après avoir disputé le Grand Prix automobile de Belgique à Ostende. Il est alors membre de l'Automobile Club de Namur-Luxemburg, et il se consacre maintenant de plus en plus à la vente de pneumatiques en Belgique.

## Palmarès cycliste
- Mile de Spa en 1890 (entre autres; sa première victoire);
  - troisième lors du championnat d'Europe à Cologne (malgré tout).

## Palmarès automobile
- Spa-Bastogne-Spa en 1900, sur Vivinus;
- Première course de côte de la citadelle de Namur en 1901, sur Vivinus[2];
- Namur-Bastogne-Namur en 1901, sur Vivinus;
- Course de côte de la citadelle de Namur en 1904, sur Pipe;
- Course de côte de Malchamps en 1904, sur Pipe 60 hp;
- Course de côte de Malchamps en 1906, sur Pipe 50 hp;
- Critérium de Régularité de la Roche-Bayard 1906, sur Pipe (du 20 au 26 juillet)[3];
- Critérium International de Belgique 1907, sur Pipe (une course d'endurance sur circuit);
- Course de côte de Béthanes en 1911 à Spa (ou IIIe "Coupe de la Meuse"), sur Springuel 16 hp;
  - 2e du Kaiserpreis en 1907, sur Pipe (et 3e de la première course de qualification);
  - 5e du premier Grand Prix des États-Unis en 1908 à Savannah, sur Clément-Bayard 105 hp,.. malgré le fait d'avoir accepté d'endosser le no 13 en course, et d'en plaisanter à plusieurs reprises avec les journalistes sur place!;
  - 6e de la  Coupe Gordon Bennett en 1904, avec l'équipe belge (également composée du Baron Pierre de Crawhez et de Maurice Augières, les trois pilotes évoluant sur des Pipe de 13,5 L., tout spécialement conçues);
  - 6e du Circuit de Hambourg 1904, sur Pipe;
  - participation au Circuit des Ardennes en 1902 (24e), 1903 (16e), 1904 (abandon), et 1907 (accident);
  - participation à la Course automobile Paris-Madrid en 1903;
  - participation au Grand Prix de France en 1908, sur Clément-Bayard 105 hp;
  - participation à la Coppa Florio en 1908, sur Clément-Bayard 105 hp.

(Nota Bene: la voiture Pipe d'Hautvast permet aussi à Jean Jespers de gagner la côte de Château-Thierry, en 1907)

## Anecdote
- Lors d'un Paris-Bordeaux, il est arrêté à Angoulême par l'incendie devant lui de la voiture de Léon Serpollet, ce qui le contraint à l'abandon.